# Har ha-ruach
Har ha-ruach (hebrejsky: הר הרוח) je hora o nadmořské výšce 771 metrů v centrálním Izraeli, v pohoří Judské hory.
Nachází se cca 14 kilometrů severozápadně od centra Jeruzaléma, cca 2 kilometry západně od vesnice Ma'ale ha-Chamiša a cca 2 kilometry severně od města Abu Goš. Má podobu výrazného, zalesněného hřbetu, jehož svahy spadají do hlubokých údolí, jimiž protékají vádí. Výrazný je zejména sráz na jižní straně, do údolí vádí Nachal Jitla, na severu je to mělčí údolí Nachal ha-Chamiša, na jehož protější straně se zvedá hora Har Rafid. Hora je turisticky využívána. Zalesnil ji Židovský národní fond. V roce 1950 tak byl na východní straně vrchu vysázen Les Rudé armády na památku jejího vítězství v druhé světové válce. Hora leží jen 1 kilometr jižně od bývalého nárazníkového pásma, které do roku 1967 oddělovalo území pod kontrolou Jordánska (Západní břeh Jordánu) a Izraele v prostoru okolo takzvaného latrunského výběžku. Dál k severu vyrostla počátkem 21. století přibližně podél takzvané Zelené linie Izraelská bezpečnostní bariéra.